# فان‌هاوس (آلبوم پینک)
فان‌هاوس (به انگلیسی: Funhouse) پنجمین آلبوم استودیویی از خواننده و ترانه‌نویس اهل ایالات متحده آمریکا پینک است، که در ۲۴ اکتبر ۲۰۰۸ به صورت جهانی توسط لافیس رکوردز منتشر شد. آلبوم با فروش ۱۸۰٬۰۰۰ نسخه در هفت اول انتشار، به رتبه ۲ در بیلبورد ۲۰۰ رسید و در رتبه یک ۷ کشور از جمله استرالیا، نیوزیلند و بریتانیا قرار گرفت. ۷ میلیون نسخه از فان‌هاوس در سراسر جهان به فروش رفته‌است.